# Мостепанов, Павел Дмитриевич
Мостепанов Па́вел Дми́триевич (16 июня 1921, Лиски, Воронежская губерния — 4 октября 2010, пос. Начало, Воронежская область) — руководитель совхоза «Начало» Воронежской области, Герой Социалистического Труда, почётный гражданин Россошанского района.

## Биография
Павел Дмитриевич родился в крестьянской семье в слободе (ныне село) Лиски Острогожского уезда. В 1939 году поступил в Воронежский сельскохозяйственный институт (ВСХИ), однако окончить его помешала начавшаяся Великая Отечественная война. С 1941 по 1945 года Мостепанов находился на фронтах, участвовал в Сталинградской битве, во время которой получил ранение. Награждён медалью «За боевые заслуги».
После войны вернулся к учёбе и в 1948 году с успехом окончил инженерно-механический факультет ВСХИ. С 1948 по 1954 гг. работал механиком и главным инженером на Таловской машинно-тракторной станции (МТС), с 1954 по 1959 гг. — директор Ольшанской МТС Ведугского района. С 1959 по 1983 гг. Мостепанов был главным инженером, а затем и директором совхоза «Начало» Россошанского района, а с 1983 по 1990 гг. директором семеноводческой станции «Россошанская».
За достижение высоких показателей и развитие производства молока и мяса в совхозе «Начало» 22 марта 1966 года удостоен звания Героя Социалистического Труда. Под его руководством в посёлке были построены основные объекты инфраструктуры: ферма, мастерские, школа, детский сад и жилые дома.
Павел Дмитриевич избирался членом Воронежского обкома КПСС, был делегатом XXIII съезда КПСС, председателем районного Совета ветеранов войны и труда.

## Память
В посёлке Начало Россошанского района Воронежской области, где жил Мостепанов, в фойе средней школы ему установлена мемориальная доска. Церемония открытия состоялась 25 января 2012 года, на ней присутствовали педагогический коллектив школы, коллеги Мостепанова, глава Россошанского района, депутат областной думы Н. И. Воронин и представители районной администрации.